# Lipopolisaharid N-acetilmanozaminouronosyltransferaza
Lipopolisaharid N-acetilmanozaminouronosyltransferaza (EC 2.4.1.180, ManNAcA transferaza, uridin difosfoacetilmanozaminuronat-acetilglukozaminilpirofosforilundekaprenol acetilmanozaminuronoziltransferaza) je enzim sa sistematskim imenom UDP-N-acetil-beta-D-manozaminouronat:lipid I N-acetil-beta-D-manozaminouronosiltransferaza. Ovaj enzim katalizuje sledeću hemijsku reakciju
UDP--acetil-beta--manozaminouronat + N-acetil-alfa--glukozaminil-difosfo-ditrans,oktacis-undekaprenol {\displaystyle \rightleftharpoons } UDP + N-acetil-beta--manozaminouronil-(1->4)-N-acetil-alfa--glukozaminil-difosfo-ditrans,oktacis-undekaprenol
Ovaj enzim učestvuje u biosintezi rasprostranjenog antigena kod Enterobakterijaceae.

## Literatura
- Nicholas C. Price; Lewis Stevens (1999). Fundamentals of Enzymology: The Cell and Molecular Biology of Catalytic Proteins (Third изд.). USA: Oxford University Press. ISBN 019850229X.
- Eric J. Toone (2006). Advances in Enzymology and Related Areas of Molecular Biology, Protein Evolution (Volume 75 изд.). Wiley-Interscience. ISBN 0471205036.
- Branden C; Tooze J. Introduction to Protein Structure. New York, NY: Garland Publishing. ISBN 0-8153-2305-0.
- Irwin H. Segel. Enzyme Kinetics: Behavior and Analysis of Rapid Equilibrium and Steady-State Enzyme Systems (Book 44 изд.). Wiley Classics Library. ISBN 0471303097.

## Spoljašnje veze
- Lipopolysaccharide+N-acetylmannosaminouronosyltransferase на 